# Serie del Caribe 2018
La Serie del Caribe 2018 fue un evento deportivo de béisbol profesional, que se disputó en el Estadio Panamericano, en Zapopan, Jalisco , México. Esta serie reunió a los equipos de béisbol profesional campeones de los torneos de los países que integran la Confederación del Caribe: Venezuela, Puerto Rico, México, República Dominicana y Cuba. Al inicio se aseguraba que Barquisimeto, Venezuela, iba a ser la sede del certamen caribeño, pero debido a la crisis que atravesaba el país sudamericano en ese momento, la Confederación de Béisbol del Caribe descartó dicha sede hasta 2019 que luego en ese año tampoco se pudo realizar el evento en Venezuela y quedó como sede la Ciudad de Panamá, la cual no estaba prevista su entrada en ese año sino en el 2020, pero que tuvo que realizarla por la misma situación venezolana del 2018 y además que en el 2019 se generó una crisis presidencial nacional, a favor de México que por segundo año consecutivo recibió la Serie del Caribe.
En esta temporada del 2018 quedó como ganador la selección de Puerto Rico, en este caso los Criollos de Caguas, el equipo ganador en temporada 2017-18 de la Liga de Béisbol Profesional Roberto Clemente.

## Estadio
El Estadio Panamericano está ubicado en Zapopan, dentro de la Zona Metropolitana de Guadalajara, México. Actualmente es la casa de los Charros de Jalisco, equipo de béisbol que participa en la Liga Mexicana del Pacífico tras su regreso en la Temporada 2014-15.

## Formato del torneo
Los equipos se enfrentaron en un formato de todos contra todos a una sola ronda. Los 4 equipos con más juegos ganados disputaron las semifinales (1° contra 4° y 2° contra 3°) en las que los ganadores jugaron la final para decidir el campeón del torneo.

## Equipos participantes
| País                 | Equipo                | Liga/vía de clasificación                                                      |
| -------------------- | --------------------- | ------------------------------------------------------------------------------ |
| Cuba                 | Alazanes de Granma    | Campeón de la Serie Nacional de Béisbol (2017/18)                              |
| México               | Tomateros de Culiacán | Campeón de la Liga Mexicana del Pacífico (2017/18)                             |
| Puerto Rico          | Criollos de Caguas    | Campeón de la Liga de Béisbol Profesional Roberto Clemente (2017/18)           |
| República Dominicana | Aguilas Cibaeñas      | Campeón de la Liga de Béisbol Profesional de la República Dominicana (2017/18) |
| Venezuela            | Caribes de Anzoátegui | Campeón de la Liga Venezolana de Béisbol Profesional (2017/18)                 |

## Ronda preliminar

### Posiciones
| Pos | Equipo                | J | G | P | Ave. | VTJ | CA | CP | DC | H-H | TQB    |
| --- | --------------------- | - | - | - | ---- | --- | -- | -- | -- | --- | ------ |
| 1   | Alazanes de Granma    | 4 | 3 | 1 | .750 | 0   | 18 | 18 | 0  | 0-0 | 0.000  |
| 2   | Caribes de Anzoátegui | 4 | 2 | 2 | .500 | 1.0 | 32 | 26 | +6 | 1-1 | +0.405 |
| 3   | Criollos de Caguas    | 4 | 2 | 2 | .500 | 1.0 | 25 | 23 | +2 | 1-1 | +0.111 |
| 4   | Águilas Cibaeñas      | 4 | 2 | 2 | .500 | 1.0 | 18 | 27 | -9 | 1-1 | -0.503 |
| 5   | Tomateros de Culiacán | 4 | 1 | 3 | .250 | 2.0 | 20 | 19 | +1 | 0-0 | 0.000  |

Glosario:
- J: Jugados
- G: Ganados
- P: Perdidos
- Ave: Promedio del Equipo
- VTJ: Ventaja
- CA: Carreras Anotadas
- CP: Carreras Permitidas
- DC: Diferencia de Carreras
- H-H: Head-To-Head (Racha entre dos equipos específicos. Se usa como criterio de desempate)
- TQB: Equilibrio de Calidad del equipo

#### Clasificación para la segunda fase
| – | Clasificados a las semifinales. |
| – | Equipo Eliminado.               |

- Hora local UTC-6:00 (aplicado para Jalisco, México).

| Fecha        | Hora  | Visitante             | Resultado | Local                 | Estadio              |
| ------------ | ----- | --------------------- | --------- | --------------------- | -------------------- |
| 2 de febrero | 13:00 | Caribes de Anzoátegui | 4 - 6     | Alazanes de Granma    | Estadio Panamericano |
| 2 de febrero | 20:00 | Criollos de Caguas    | 7 - 4     | Tomateros de Culiacán | Estadio Panamericano |
| 3 de febrero | 14:00 | Águilas Cibaeñas      | 4 - 15    | Caribes de Anzoátegui | Estadio Panamericano |
| 3 de febrero | 20:00 | Tomateros de Culiacán | 4 - 5     | Alazanes de Granma    | Estadio Panamericano |
| 4 de febrero | 14:00 | Aguilas Cibaeñas      | 6 - 3     | Criollos de Caguas    | Estadio Panamericano |
| 4 de febrero | 20:00 | Caribes de Anzoátegui | 6 - 4     | Tomateros de Culiacán | Estadio Panamericano |
| 5 de febrero | 14:00 | Criollos de Caguas    | 12 - 7    | Caribes de Anzoátegui | Estadio Panamericano |
| 5 de febrero | 20:00 | Alazanes de Granma    | 1 - 7     | Aguilas Cibaeñas      | Estadio Panamericano |
| 6 de febrero | 14:00 | Alazanes de Granma    | 6 - 3     | Criollos de Caguas    | Estadio Panamericano |
| 6 de febrero | 20:00 | Tomateros de Culiacán | 8 - 1     | Águilas Cibaeñas      | Estadio Panamericano |

## Fase eliminatoria
|  | Semifinales | Semifinales           | Semifinales        |                    |                  | Final            | Final | Final |  |
|  |             |                       |                    |                    |                  |                  |       |       |  |
|  |             |                       |                    |                    |                  |                  |       |       |  |
|  | 1           | Alazanes de Granma    | 4                  |                    |                  |                  |       |       |  |
|  | 1           | Alazanes de Granma    | 4                  |                    |                  |                  |       |       |  |
|  | 4           | Águilas Cibaeñas      | 7                  |                    |                  |                  |       |       |  |
|  | 4           | Águilas Cibaeñas      | 7                  |                    | Águilas Cibaeñas | Águilas Cibaeñas | 4     |       |  |
|  |             |                       |                    |                    | Águilas Cibaeñas | Águilas Cibaeñas | 4     |       |  |
|  |             |                       | Criollos de Caguas | Criollos de Caguas | 9                |                  |       |       |  |
|  | 3           | Criollos de Caguas    | Criollos de Caguas | Criollos de Caguas | 9                | 6                |       |       |  |
|  | 3           | Criollos de Caguas    |                    |                    |                  | 6                |       |       |  |
|  | 2           | Caribes de Anzoátegui | 5                  |                    |                  |                  |       |       |  |
|  | 2           | Caribes de Anzoátegui | 5                  |                    |                  |                  |       |       |  |
|  |             |                       |                    |                    |                  |                  |       |       |  |

### Semifinales
| Fecha        | Hora  | Visitante          | Resultado | Local                 | Estadio              |
| ------------ | ----- | ------------------ | --------- | --------------------- | -------------------- |
| 7 de febrero | 14:00 | Criollos de Caguas | 6 - 5     | Caribes de Anzoátegui | Estadio Panamericano |
| 7 de febrero | 20:00 | Águilas Cibaeñas   | 7 - 4     | Alazanes de Granma    | Estadio Panamericano |

### Final
| Fecha        | Hora  | Visitante        | Resultado | Local              | Estadio              |
| ------------ | ----- | ---------------- | --------- | ------------------ | -------------------- |
| 8 de febrero | 20:00 | Águilas Cibaeñas | 4 - 9     | Criollos de Caguas | Estadio Panamericano |

## Campeón
| Bandera de Puerto Rico               |
| Campeón Criollos de Caguas 5° título |
|                                      |

## Todos Estrellas
| Posición | Jugador             | Equipo                |
| -------- | ------------------- | --------------------- |
| C        | Willians Astudillo  | Caribes de Anzoátegui |
| 1B       | Balbino Fuenmayor   | Caribes de Anzoátegui |
| 2B       | Irving Falú         | Criollos de Caguas    |
| 3B       | David Vidal         | Criollos De Caguas    |
| SS       | Abiatal Avelino     | Águilas Cibaeñas      |
| OF       | Junior Lake         | Águilas Cibaeñas      |
| OF       | Roel Santos         | Alazanes de Granma    |
| OF       | Anthony García      | Criollos de Caguas    |
| PA       | Bryan Evans         | Águilas Cibaeñas      |
| PR       | José Isidro Márquez | Tomateros de Culiacán |